# هلینا
هلینا (به چکی: Hlína) یک منطقهٔ مسکونی در جمهوری چک است که در ناحیه برنو-تسوونتری واقع شده‌است. هلینا ۸٫۳۴ کیلومتر مربع مساحت و ۳۷۲ نفر جمعیت دارد و ۴۲۰ متر بالاتر از سطح دریا واقع شده‌است.